# Siegfried (Film)
Siegfried ist ein 2005 erschienener Film von Sven Unterwaldt. Er ist eine Persiflage auf die deutsche Nibelungensage (siehe auch: Siegfried der Drachentöter).

## Handlung
Das Kind Siegfried wird in einem Korb ausgesetzt und schwimmt darin über den Rhein, bis der Schmied Mime ihn findet und bei sich aufnimmt. Siegfried wächst zu einem gutmütigen jungen Mann heran, bei der Dorfbevölkerung ist er aber trotzdem sehr unbeliebt, denn durch seine übermenschliche Stärke, in Kombination mit seiner kindlichen Naivität und seiner Tollpatschigkeit passieren oft Missgeschicke, unter denen zumeist die Dorfbewohner zu leiden haben. Selbst Mime muss sich schweren Herzens eingestehen, dass er sich die Zeit ohne Siegfried zurückwünscht. Nur ein kleines Schwein möchte mit Siegfried, der die Sprache der Tiere versteht, befreundet sein.
Als Siegfried eines Tages durch den Wald wandert, sieht er ein junges Mädchen namens Kriemhild, in das er sich sofort verliebt. Fortan kann er nur noch an sie denken. Mime und die Dorfbewohner nutzen die Gelegenheit, um Siegfried loszuwerden, und überreden ihn schließlich, zur Burg zu gehen, um Kriemhild dort aufzusuchen. Als Siegfried bei der Burg ankommt, lässt der Torwächter, den er aufgrund einer missverstandenen sarkastischen Bemerkung „Herr Kaiser“ nennt, ihn nicht hinein. Beim Versuch, doch hineinzugelangen, beschädigt der Kraftprotz das Tor der Burg. Um den Schaden abzubezahlen, muss er nun in der Küche Kartoffeln schälen, wo er die Küchenhilfe Anita kennenlernt. Auch bei dieser Arbeit denkt er nur an Kriemhild und hofft, sie bald zu sehen. Als er das Schwein vor dem Metzger rettet, gerät er in die Arena, wo gerade das Turnier um Kriemhilds Hand stattfindet. Da er dabei versehentlich den Werber Etzel bewusstlos schlägt, muss er gegen den letzten Werber Hagen kämpfen, der ebenfalls die Hand Kriemhilds erwartet. Doch Siegfried besiegt Hagen, und Gunther, Kriemhilds Bruder, verspricht dem neuen Sieger die Hand seiner Schwester. Diese kann Siegfried allerdings überhaupt nicht ausstehen und ist nicht begeistert von der Entscheidung. Um Aufschub zu gewähren, macht Gunther zur Bedingung, dass Siegfried Eheringe aus Rheingold besorgt.
Auf Siegfrieds Suche nach diesem sagenhaften Schatz platziert Alberich, ein Handlanger Hagens, mehrere falsche Hinweisschilder, die angeblich zum Rheingold führen, ihn jedoch in eine Drachenhöhle lotsen. Dort findet Siegfried tatsächlich einen Schatz, kann mit den übrigen Wertgegenständen jedoch nichts anfangen und versenkt sie in einem See in der Höhle. Als er endlich die Eheringe findet schlägt er vor Freude gegen die Wand, wodurch ein Stalaktit auf den Drachen fällt und ihn bewusstlos schlägt. Siegfried nimmt auch ein Drachenei mit. Alberich traut sich aufgrund von Siegfrieds Kraft nicht ihn anzugreifen, also überredet er ihn, bei dem italienischen Auftragskiller Giuseppe seinen Junggesellenabschied zu feiern. Giuseppe hat schon einen Marmorbrocken über Siegfrieds Bett installiert, durch Glück entkommt Siegfried auch dieser Falle. Das Schwein hat durch Zufall von den Plänen Alberichs und Hagens Wind bekommen, und auf Siegfrieds Odyssee mehrfach versucht ihn zu warnen, Siegfried hat jedoch keinen Kopf dafür, nur für Kriemhild. Auch für Anita ist dies ein Schlag ins Gesicht, denn sie hat sich in ihn verliebt. Der Drache hat inzwischen gemerkt, dass das Ei fehlt, und verfolgt die Fährte bis zu Giuseppes Haus.
Um sich vor Kriemhilds Bestrafung zu retten, macht Alberich den letzten Vorschlag, Siegfried bei einer Quelle mit einer Lanze zu töten. Unter dem Vorwand, Siegfried solle für Kriemhild ein Brautgeschenk organisieren, locken Hagen und Alberich ihn in den Wald. Bei der Quelle wirft Hagen die Lanze nach Siegfried, das Schwein springt jedoch in letzter Sekunde dazwischen. Im Gespräch mit Kriemhild merkt Gunther an, wie viel Mühe sich Siegfried für sie wegen der Ringe gemacht hat, weshalb sie nun auf den Rest des riesigen Goldschatzes spekuliert. Sie kann sich nicht vorstellen, dass jemand so dumm sein könnte und die Ringe mitnimmt, den Rest aber zurücklässt, und so reitet sie in den Wald, um Siegfried noch zu retten. Dieser hat derweil das Schwein aufgebahrt und will ihm die letzte Ehre erweisen, als er von Kriemhild unterbrochen wird. Das Schwein hat seinen Tod allerdings nur vorgetäuscht, um zu sehen wie viel es Siegfried bedeutet, und ist nun enttäuscht.
Als es Siegfried auf der Hochzeit damit aus seinem Versteck heraus konfrontiert, führt dies zu einigen Missverständnissen. Dadurch kommt rechtzeitig vor der Vermählung heraus, dass Siegfried wirklich außer den Ringen und dem Drachenei, aus dem in diesem Moment das Baby schlüpft, nichts von dem Drachenschatz mitgenommen hat. Im Zorn über Siegfrieds Dummheit versucht Kriemhild, das Drachenbaby zu erwürgen, so dass Siegfried erkennt, dass Kriemhild doch nicht die nette, begehrenswerte Prinzessin, sondern eine goldgierige und verschlagene Furie ist. Gunther ist vom Verhalten seiner Schwester entsetzt, und Hagen und Alberich brechen mit ihr. Nachdem Siegfried das Baby gerettet hat, kommt der Drache an der Kapelle an, woraufhin sich alle Anwesenden hinter den Bänken verstecken. Kriemhild verspottet die geringe Größe des Drachen und wird dafür von ihm „gegrillt“, Anita überreicht dem erleichterten Drachen sein Baby, welcher sich daraufhin freundlich verabschiedet. Als Siegfried ebenfalls gehen will, muss er sich eingestehen, dass er Anita mag. Nach gutem Zureden des Schweins fragt er sie, ob sie mit ihm zusammen sein will, und sie küssen sich zum ersten Mal. Die Hochzeitsgesellschaft ist begeistert und applaudiert. Siegfried macht sich in Begleitung von Anita und dem Schwein auf den Weg zu seinem Dorf. Alberich und Hagen versöhnen sich mit Siegfried und schließen sich ihm an.
In der Mid-Credit-Szene sieht man Mime, der, als er aus dem Off Siegfrieds Stimme hört, vor Schreck seinen Becher zerdrückt.

## Hintergrund
Der Film wurde von der Constantin Film AG produziert. Die Welturaufführung fand am 14. Juli 2005 im „Kino Open Air“ des Mediapark Köln statt, die offizielle Vorpremiere am 21. Juli 2005 im „Frankenheim OpenAir-Kino“ auf den Rheinwiesen in Düsseldorf. Tom Gerhardt, der Hauptdarsteller und Drehbuch-Mitautor, war bei beiden Aufführungen anwesend. Offizieller Kinostart war dann am 28. Juli 2005.

## Kritiken
„Der Humor dieser angeblichen Parodie liegt irgendwo zwischen geschmacklos und strunzdumm. Das Motto ‚Fäkalien machen Spaß‘ funktioniert leider nur bei Kindern bis maximal zwölf Jahre, und auch schmerzender Slapstick wird wohl eher das jüngere Kinopublikum erfreuen. Für Kinder ist der Humor gerade noch in Ordnung, für Erwachsene gibt es nicht viel zu lachen.“

„Die Nibelungen-Sage aus der Sicht des Proleten-Komikers Tom Gerhardt, der sein Potential und seinen Zenit schon lange überschritten hat. Unter der Regie von Nicht-Könner Sven Unterwaldt ("7 Zwerge – Männer allein im Wald") entstand ein Anti-Film, der weder witzig noch imposant ist. Die Gags - meist hirnrissige Anachronismen und Sprüche aus dem Fäkaltopf - sind unterirdisch dämlich und maximal für ein Publikum, deren IQ selbst von einer Kichererbse übertroffen wird. Deutsches Kino zum Abgewöhnen!“

„Langatmige, mit wenig Aufwand produzierte Farce, uninspiriert inszeniert und vor allem durch den überforderten Hauptdarsteller ein Ärgernis.“

„Das Gesamtergebnis ist so saumäßig, daß man nur noch einen Wunsch verspürt: Mögen sämtliche Kopien dieses Films in der tiefsten Stelle des Rheins versenkt werden.“

„Jeder Witz wie ein Hieb in den Magen.“